# 軍事革命
軍事革命（ぐんじかくめい、英: Military Revolution）は、16世紀から17世紀にかけて起きた軍事戦略・戦術における一連の根本的な変化が、政府と社会に対して大きな永続的な変化をもたらしたという理論である。この理論は歴史家マイケル・ロバーツが1950年代に案出したものである。彼は、1560年から1660年のスウェーデンに注目し、携行可能な火器の導入によって引き起こされた、ヨーロッパの戦争方法の大きな変化を見出した。ロバーツは軍事技術の進歩を、より大きな歴史の流れと結びつけたのである。
1990年代に、この概念はジェフリー・パーカーによって修正および拡張された。パーカーは、築城術と攻城戦技術の進展が革命を引き起こしたと主張した。
パーカーはまた、ヨーロッパの軍事革命こそがヨーロッパ諸国に大きな力を与え、比較的小規模だったはずのヨーロッパ勢力が、アメリカ大陸、さらにはアフリカとアジアの大部分をも征服することを可能にしたと主張した。一方でパーカーの主張は、ケンブリッジ大学の政治学者ジェイソン・シャーマンによって批判されてきた 。
軍事革命の概念については、歴史家の間でもさまざまな意見が出つづけている。著名な軍事史家のマイケル・ダフィーとジェレミー・ブラックはこの理論を強く批判し、誤解を招くもので、誇張され単純化され過ぎたものだとした 。

## 概念の由来
ロバーツが最初に1955年に軍事革命の概念を提案した。その年の1月21日にベルファストのクイーンズ大学で講演を行った。これは後に『The Military Revolution, 1560–1660』として出版され、50年にわたって歴史学会での議論を活性化させ、その概念は継続的に再定義され、挑戦されてきた。歴史家はしばしばロバーツの理論に異議を唱える。だが同時に、ヨーロッパでの戦争方法が近世もしくはその近い年代で大きく変化したという彼の基本的な提案には普通は同意している 。

## 年代について
ロバーツは彼の軍事革命を1560年から1660年頃とし、ますます効果的になった火薬兵器を利用するための横隊戦術（戦列歩兵として完成する）が開発された期間と位置づけた。しかし、その年代は多くの学者からの異議を呼んできた。
アイトンとプライスは、14世紀初頭に起こった「歩兵革命」(後述)の重要性を指摘している。デビッド・エルティスは、火薬兵器におきた本当の変化とその変化に応じたドクトリンの精緻化はロバーツの言う16世紀後半でなく、16世紀前半に起きたとした。
逆に、軍事的変化はもっと後の年代に起きたとする立場を取る者もいた。ジェレミー・ブラックは重要なのは1660年から1710年の期間であると考えた。この期間に、ヨーロッパでは軍隊の規模が指数関数的に拡大している。一方、クリフォード・ロジャースは軍事革命は異なる期間に次々に起きたとした。最初は14世紀の「歩兵革命」、次に15世紀の「砲兵革命」、3番目に16世紀の「要塞革命」、4番目に1580年 - 1630年の「火器」革命、最後に5番目の革命である軍の規模拡大を置いた。同様に、ジェフリー・パーカーは、軍事革命の期間を1450年～1800年に延長した。この期間は、ヨーロッパ人が世界の他の地域を征服していく期間でもあった。これに対し、一部の学者は、4世紀もの長期にわたる進化を革命と呼んでいいのかという点に疑問を呈した 。クリフォード・ロジャースは、軍事革命は「断続平衡説」（生物学に由来する理論）の概念と極めて似ていると示唆した。これは急速な軍事革新の短期の爆発的変化とそれに続く比較的停滞の期間を意味する 。

## 戦術

### 火器と横隊戦術

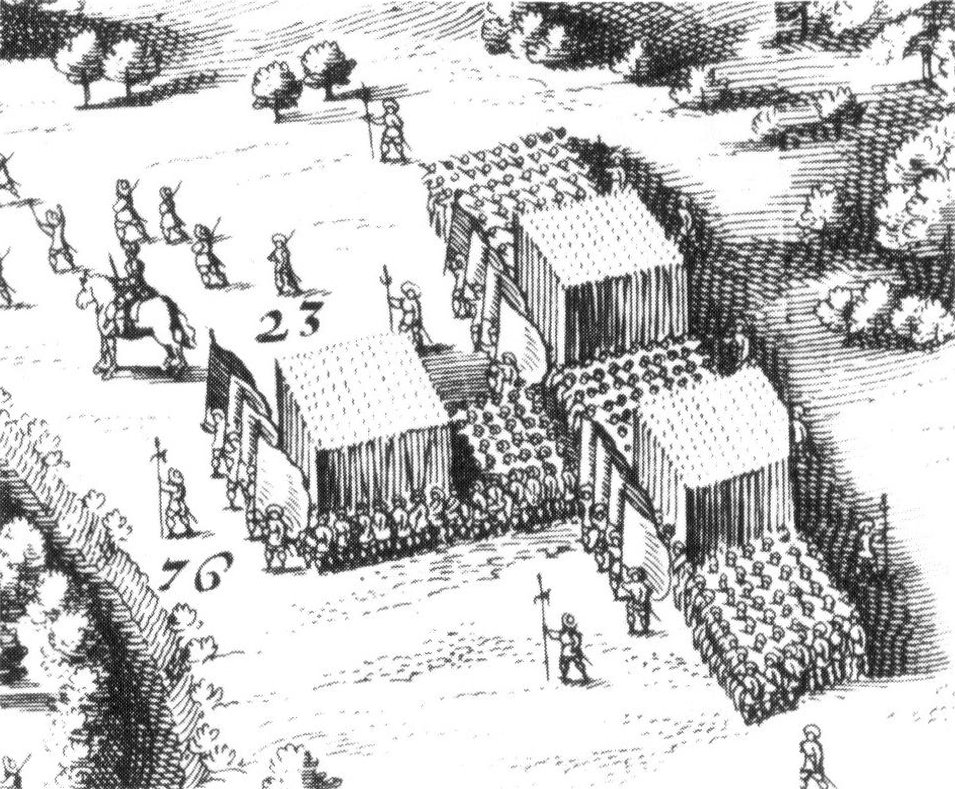
スウェーデン軍の旅団は6つの縦隊が配属され、縦深は1個中隊分（各旗が中隊を表す）
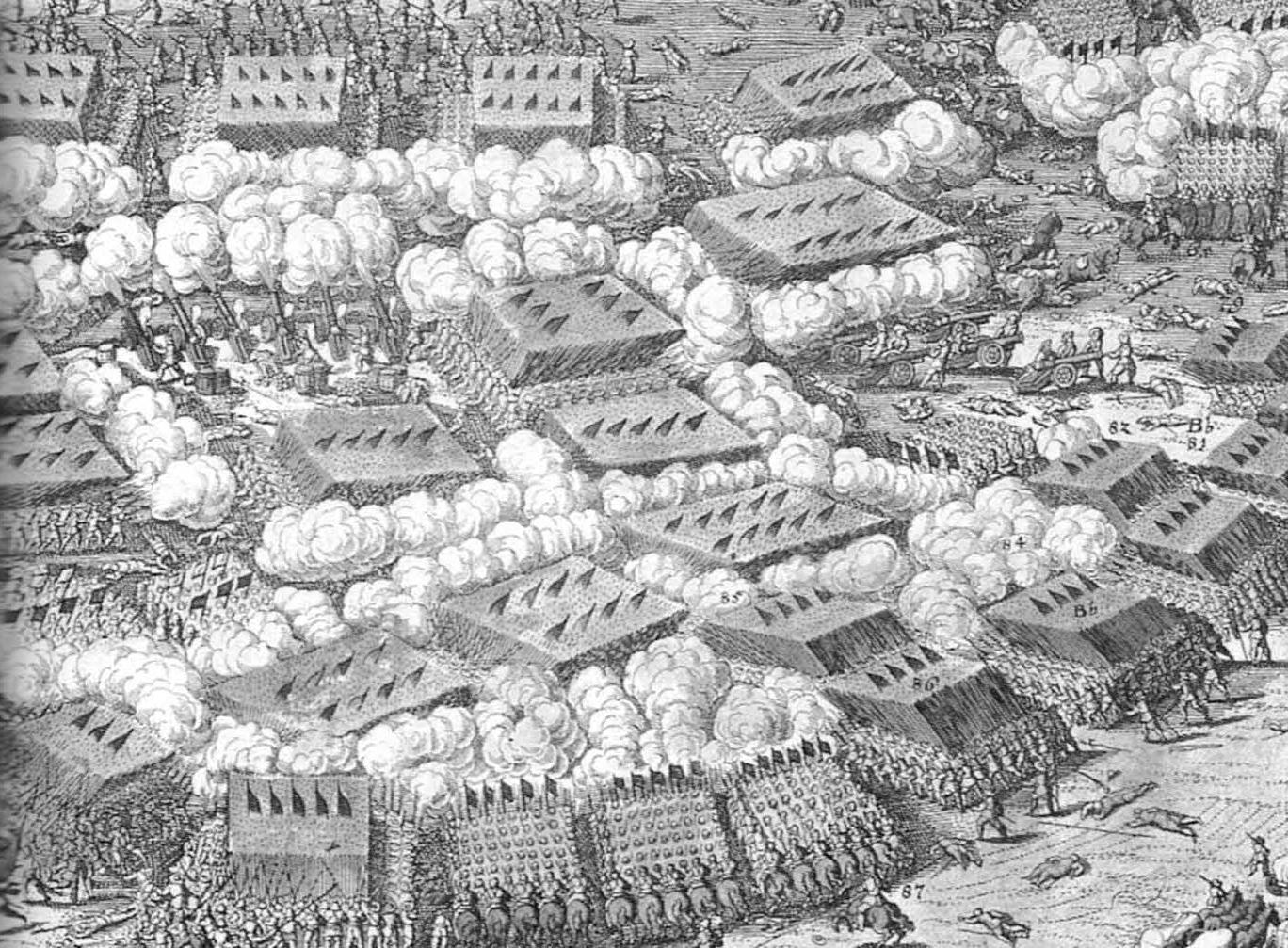
ブライテンフェルト。上側のカトリック軍の縦深は2個中隊(旗が2列ある)。下側のスウェーデン軍の縦深は1個中隊(旗が1列しかない)
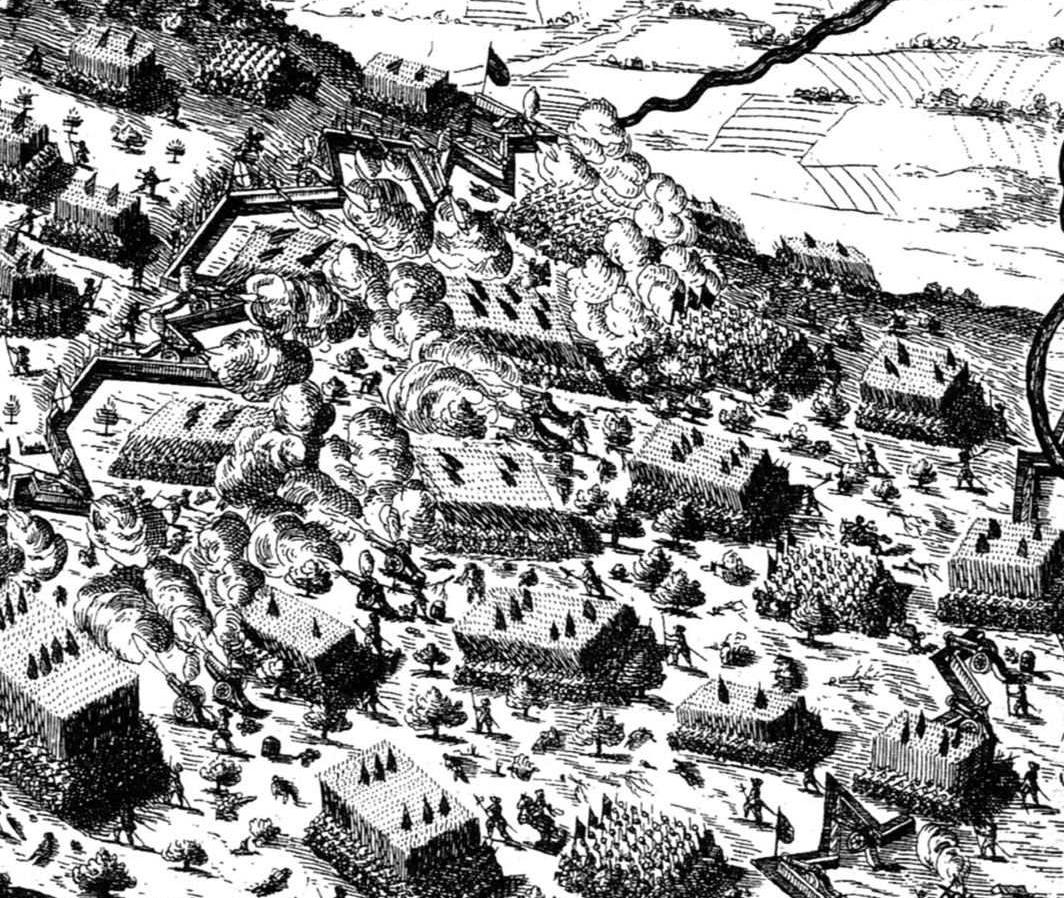
アルテ・ヴェステの戦い。スウェーデンの攻撃隊列は2個中隊の縦深で展開した

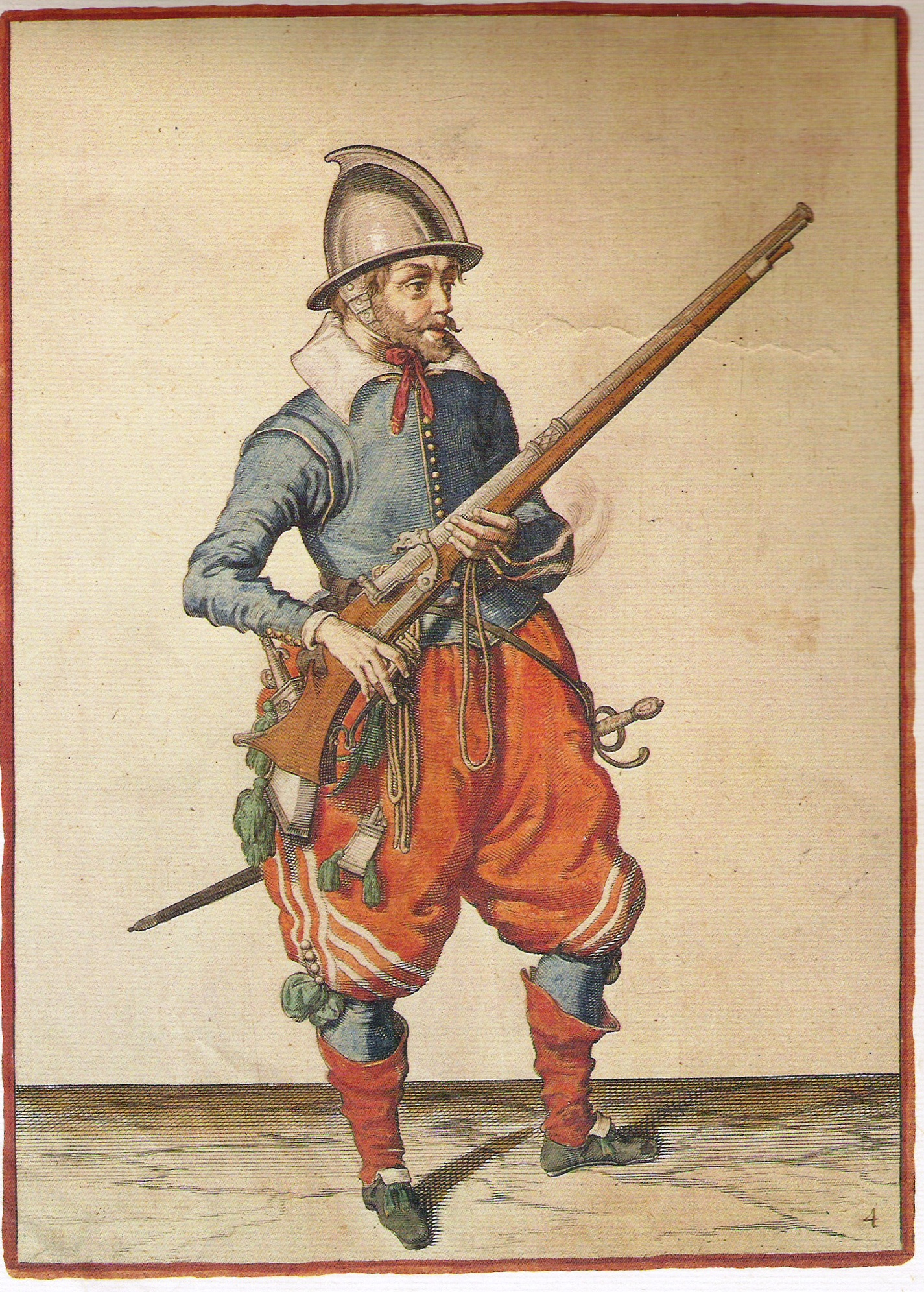
16世紀オランダのマスケット銃兵

火器の導入によって、復活した古代のパイク兵の方陣にマスケット銃兵を組み合わせることになった。
野戦の様相は銃の普及によって革命的に変化した。個人の武勇は銃の威力で上書きされた。15世紀と16世紀、パイク兵の方陣が戦場の騎兵の価値を大幅に引き下げた。しかし、1512年のラヴェンナの戦いで示されたように、方陣は野砲の砲撃や小銃の射撃に対しては脆弱だった。そこで、銃兵がパイク兵の方陣に導入されたが、当初その割合は1：3だった。その後、銃兵の割合は大いに増え続けて、1650年頃には4：1にまで達していた。
当時の銃の発射速度は非常に遅く、よく訓練された銃兵でも2分に1回の発砲が限度だった。これでは、騎兵の突撃を受けた場合、有効な一斉射撃は1回しか行えなかった。このため、パイク兵が銃兵を守る必要があった。1590年から1600年の間に、ネーデルラント連邦共和国の軍隊は、古代ローマの歩兵戦術の研究にヒントを得て、敵を食い止めるための連続的な火力発揮を可能にする戦術改革を行った。銃兵を薄い横隊に配置し、最初の横隊が発砲すると、次は2番目の横隊が発砲し、と、これを繰り返して、10番目の横隊が発砲すると、最初の横隊は再装填を終えて発砲準備ができていた。
こうして生み出された薄く広い歩兵隊列は、防御的な配置には理想的だが、攻撃的な機動には不向きだった。間口が広くなるほど、秩序と統制を維持したり、戦術機動、特に旋回を行うことが難しくなる。ティリーによって使用されたような突撃隊列が、実際には素早く柔軟なことをグスタフ・アドルフは熟知していた。このスウェーデン王は必要に応じて、アルテ・ヴェステの戦い（Battle of the Alte Veste）のようにそれを利用した（図3を参照）。
確かに軍隊はより薄い隊列を使い始めたが、それはゆっくりとした進化だったし、戦術的な必要性が優先された 。火器は未だ軍隊の隊列のすべてを決定するほど強力ではなかった 。他の要素、例えば部隊の経験 であるとか、任務とか地形とか「戦力不足の部隊で必要な長さの戦線を埋めないといけない」なども重要だった。横隊か縦隊かの論争は、18世紀のナポレオン時代まで行われ、ナポレオン戦争後期の戦役では、縦列への一時的な逆転現象も起きた。
皮肉なことに、騎兵の縦深の削減は、グスタフ・アドルフによって導入されたより永続的な変化だった。ピストル射撃への依存度が低いことと関連して、ロバーツの主張する傾向とは逆に、火力よりも衝撃力（突撃）を優先するためのものだった。

### イタリア式築城
15世紀後半に起こったもう1つの変化は、古いスタイルの要塞を非常に弱体化させた攻城兵器の改良（大砲）だった。しかし、攻囲戦における攻城戦術の覇権は、それほど長くは続かなかった。フィリップ・コンタミーヌが指摘したように、すべての時代に見られる弁証法的プロセスによって、攻城戦術の進歩は築城術の進歩によって抑え込まれ、その逆も同様だった 。1494年のシャルル8世のイタリア侵攻は、攻城兵器の有効性を示した。しかし、16世紀初頭までにこの地域では、砲撃に対抗するために特別に設計された要塞が出現し始めていた。15世紀の「砲兵革命」の完全な影響はイタリア式築城術、つまり堡塁と稜堡式城郭によってかなり急速に鈍化した。しかし、強力な攻城部隊を保有することによる軍事上の優位性は、15世紀後半にヨーロッパのいくつかの国家で見られた王権の強化に少なからず貢献した。
ロバーツの横隊戦術の概念は初期から若き歴史家ジェフリー・パーカーに批判された。パーカーは、ならばなぜ古いスペインのテルシオがスウェーデンの横隊相手に1634年のネルトリンゲンの戦いで勝てたのかと問うた。パーカーはその代わりに、重要な発展は近世ヨーロッパにおけるイタリア式築城、つまり稜堡式城郭の出現であると示唆した。この見解では、そのような要塞を攻略することの困難さが、軍事戦略に大きな変化をもたらしたとする。「戦争が一連の長期にわたる攻城戦になった」とパーカーは指摘し、野戦軍同士の戦いは、イタリア式要塞が存在する地域では「無関係」になった。最終的に、パーカーは「軍事地理」、つまり特定の地域におけるイタリア式築城の存在または不在を重視し、それが近世初期の軍事戦略を形作り、新式の要塞を攻囲するために、そしてそれを守備するために、より大規模な軍隊の創設につながったとする。このようにして、パーカーは16世紀初頭に軍事革命を誕生させた。彼はまた、この軍事的変化が国家の拡大の要因だったにとどまらず（「海軍革命」とともに）ヨーロッパが他の文明を超える拡大は果たした主因だったともした。
このモデルは、いくつかの理由で批判されている。ジェレミー・ブラックは、軍隊の規模の拡大を可能にしたのは国家の発展であり、その逆ではなかったと指摘し、パーカーの主張を「技術的決定論」と断罪した。また、軍隊の規模拡大を説明するためにパーカーによって提示された数字は、一貫性が欠如しているとしてデービッド・エルティスによって厳しく批判されており、デービッド・パロットは、イタリア築城術の時代にフランス陸軍の規模は特に顕著な拡大を見せていないことを証明した。さらに、三十年戦争の後期には軍内での騎兵の割合は増加しており、これは攻囲戦の必要性によって騎兵の重要性が低下したとするパーカーの説とは対照をなす。

### 歩兵革命と騎兵の衰退

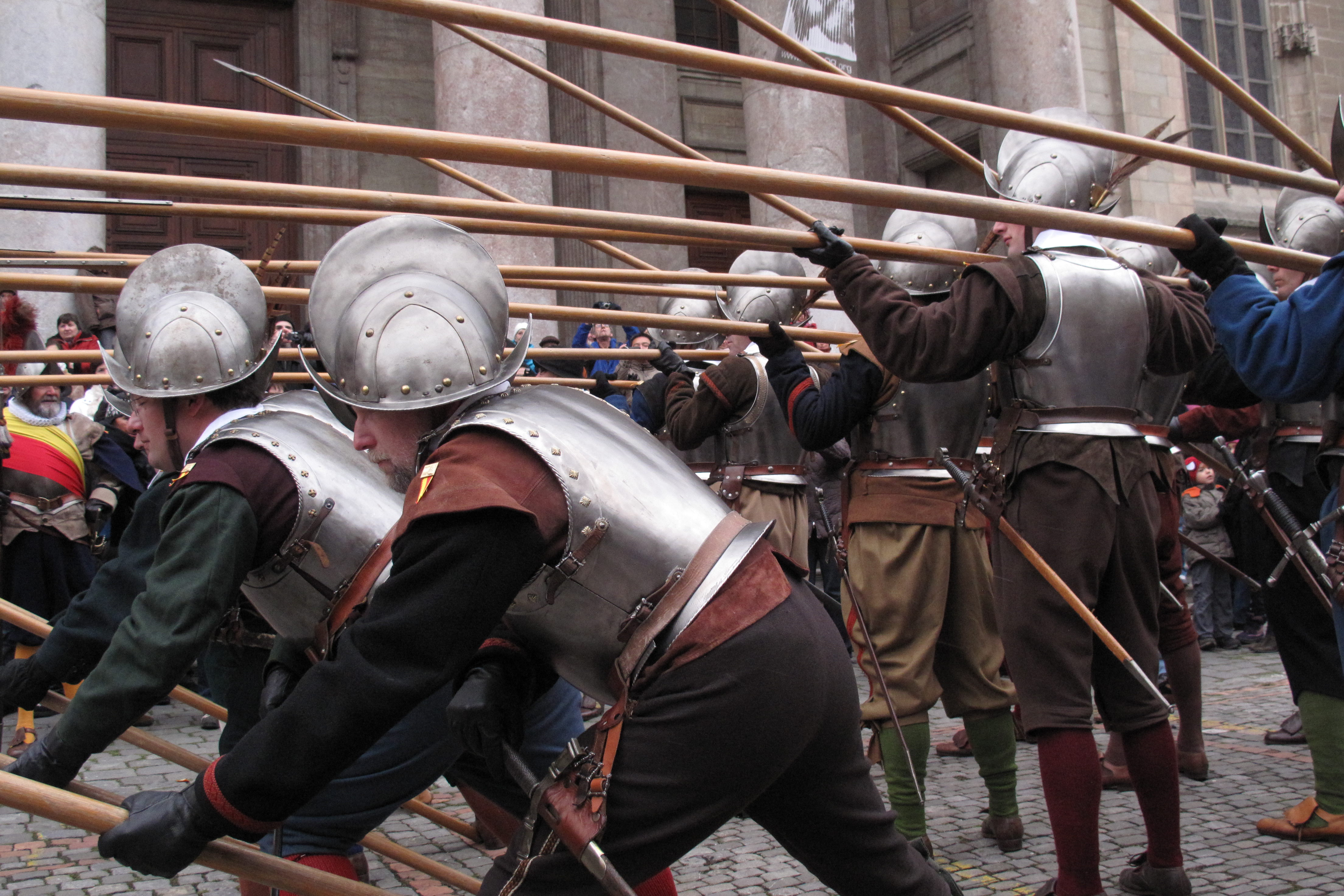
騎兵突撃に備える長槍兵の方陣

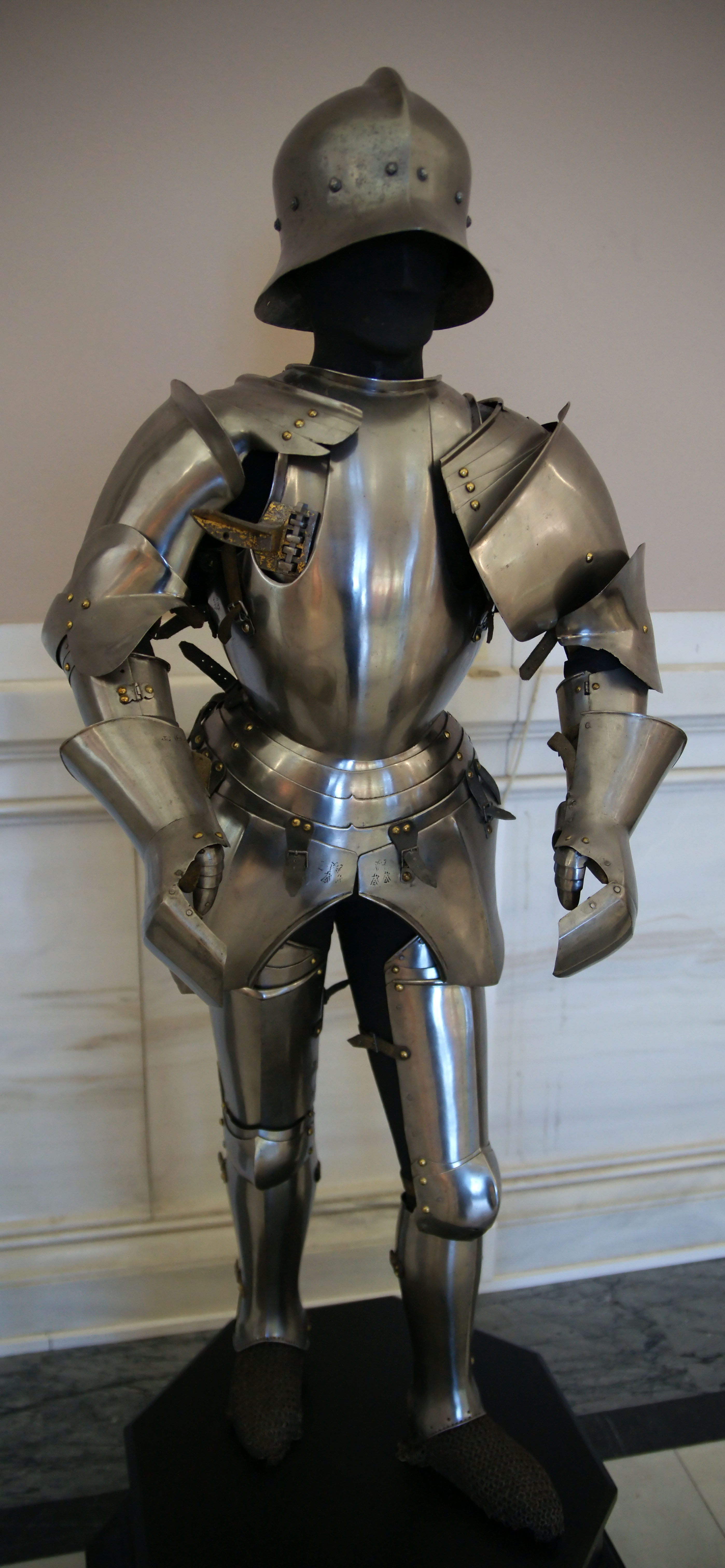
15世紀末のプレートアーマー。右胸にランスレストが設けられている

何人かの中世専門家は、14世紀の早い段階で起こった歩兵革命という概念について詳しく述べている。いくつかの関連する戦い、金拍車の戦い （1302年）、バノックバーンの戦い （1314年）またはハルミロスの戦い （1311年）などで、重騎兵は歩兵に敗れている 。しかしながら、これらすべての戦闘は、騎兵が敗北した14世紀と15世紀の他の戦闘と同様に、騎兵には適さない荒れた地形において、歩兵が塹壕を張ったり配置されたりしたことが指摘できる。実際、それ以前でも同様の状況、たとえば1176年レニャーノの戦いでは歩兵が勝利を収めていた。しかし、たとえばパテーの戦い（1429年）やフォルミニーの戦い（1450年）で示されているように、開豁地は歩兵にとっては依然として最悪で、強力なイングランドの長弓兵すら簡単に騎兵に蹂躙された。しかし、金拍車やバノックバーンのような戦闘の経験は、無敵の騎士の神話が消えたことを意味し、それ自体が中世の戦争を変えるために重要だった。
キャリーが命名したように、より多くの実体が「重歩兵の復活」を支持する。長槍兵は、他の歩兵とは異なり、重騎兵に平地で対抗することができた。訓練と規律を必要とするが、それでも訓練の必要度でいえば射手や騎士よりもはるかに低かった。重装甲の騎士から歩兵への切り替えにより、軍隊をより早く訓練できるようになり、より大量に雇えるようになったため、15世紀後半から軍の規模を拡大することが可能になった。しかし、その変化はゆっくりしたものだった。
15世紀に人と馬の両方にプレートアーマーが完成され、より重い槍（ランス）を固定できる装具（ランスレストが導入されたことで、重騎兵は恐るべき戦力であり続けた。騎兵なしでは、15世紀の軍隊が戦場で決定的な勝利を収める見込みはなかった。戦闘の勝敗は弓兵あるいは槍兵によって決まるかもしれないが、（決定的な成果が得られるはずの）退却後の追撃戦は、（退却側の騎兵によって）効果的に遮断されるか、追撃側の騎兵によって実施されるかだった。16世紀には、より軽量で安価なプロの騎兵が登場し、陸軍の騎兵の割合は実際には増加し続けた。その結果、30年戦争の最後の戦いでは、封建時代の比率と比較すると、歩兵でなく騎兵が増えていた。

## 軍隊の規模
軍隊の規模の拡大と近代国家の発展への影響は、軍事革命理論の重要なポイントである。異なる時期の軍隊の規模を調査するためのいくつかの情報源がある。

### 管理文献
| 欧州の軍の規模 1630年 - 1710年                                              |                              |                       |                       |                       |
| 人口 - 1650年（単位:百万人）                                                | 人口 - 1650年（単位:百万人） | 軍の規模（単位:千名） | 軍の規模（単位:千名） | 軍の規模（単位:千名） |
| 国名                                                                        | 人口                         | - 1630                | - 1650                | - 1710                |
| デンマーク＝ノルウェー                                                      | 1.3                          | 30 - 40               | 35                    | 53                    |
| スウェーデン＝フィンランド                                                  | 1.1                          | 45                    | 70                    | 100                   |
| ブランデンブルク＝プロイセン                                                | 0.5                          | 12                    | 8                     | 40                    |
| ポーランド・リトアニア共和国                                                | 11                           | 17                    | 53                    | 50                    |
| ポーランド・リトアニア共和国                                                | 11                           | 17                    | 53                    | 100 *                 |
| ロシア・ツァーリ国                                                          | 15                           | 45                    | 92                    | 170                   |
| イングランド王国                                                            | 4.7                          | . .                   | 70                    | 87                    |
| オランダ共和国                                                              | 1.5                          | 70                    | 30                    | 120                   |
| フランス王国                                                                | 18                           | 200                   | 100                   | 340 - 380             |
| ハプスブルク帝国                                                            | 8                            | 100                   | 20 - 24               | 110 - 130             |
| カスティーリャの王冠 アラゴン連合王国                                       | 7                            | 300                   | 100                   | 50                    |
| オスマン帝国                                                                | 18                           | 40 **                 | 50 **                 | 50 **                 |
| * 大北方戦争の両陣営に分裂したポーランド軍全部の合計。 **イェニチェリのみ。 |                              |                       |                       |                       |

その性質上、利用可能な中では客観的な情報源である。ナポレオン戦争以来、ヨーロッパの司令官は自分の部隊の定期的な兵力の報告を得ていた。これらの兵力報告書は、19世紀と20世紀で行われた戦争研究の主な情報源だったが、問題がないわけではなく、軍によって効果的な戦力はさまざまな方法でカウントされ、場合によっては、上司に迎合するために指揮官によって報告書の数字が水増しされていた。
もうひとつの情報源は、召集要請、つまり兵役準備の整った人員の非定期的な人数報告である。召集要請は19世紀以前の軍の兵力の主要な史料だが、その性質上、継続性に欠け、長期間の分析には適していない。しかし、それらはその期間の最も信頼できる情報源であり、軍の兵力とその変動の全般状況を提供する。
第3に、給与は別の情報セットをもたらす。これは軍のコストを研究するのに特に役立つが、支払いを示しているだけで、本当に勤務している兵士数を示すわけではないので、召集要請と比べると信頼度では劣る。19世紀以前、歩合を稼ぐために士官によって「幽霊兵士」が登録されるのは、非常に一般的な出来事だった。
最後に、戦力を記載しない部隊の一覧である戦闘序列Orders of Battleは、16、17、18世紀では非常に重要である。かつて、軍は永続的に部隊を配備する組織を欠いていたので、通常の戦闘序列とは、部隊を持つ指揮官の列挙で構成されていた。古代の例外は、初期からかなりの軍事組織を発展させたローマ軍である。ただし、部隊というのは戦闘中だけでなく平時でさえ、完全に充足された戦力であることがほとんどないので、戦闘序列は兵数の信頼できる情報源ではない。

### 叙述史料
現代の歴史家は、利用可能な大量の管理文献を史料として利用しているが、昔はそんな便利な物はなかった。近代以前の書き手は、参照した文献名を挙げずに執筆していることがきわめて多く、実際に管理文献を使用していることを確認できるケースはほとんどない。敵軍についての記述では、それは特にあてはまる。
前近代の歴史家に関しては、さらに多くの問題がある。敵の兵力を増やすことは、いつの時代も好まれる宣伝手法の1つだったので、当時の報告書には極端なバイアスが含まれている可能性がある。バランスの取れた説明を提示した場合でも、多くの歴史家は軍事経験がなかったため、情報源を適切に評価して批評する技術的判断が欠けていた。一方で、同時代の歴史家は貴重な当事者の談話を直接聞くことが出来たが、数値については極めて不正確だった。
歴史家は、叙述史料は数字の点で非常に信頼できないと考えている。したがって、管理文献を使える近代の数字と、それがない前近代の数字との比較は非常に困難である。

### 軍全体の規模
軍全体、つまり特定の国（政府）に属する軍のすべてと、特定の戦役で単一の部隊として移動できる戦術単位である野戦軍とは、別々に考える必要がある。
軍全体の規模の拡大は、軍事革命の重要な問題として、何人かの学者によって検討されてきた。2つの主要な論文があり、17世紀から18世紀の経済的および人口統計的成長の結果か、同時期の政府の拡大と中央集権化のいずれかが主な原因と考えられてきた。
しかし、一般的な主張に反対する人もいる。たとえば、I.A.A. トンプソンは、16 - 17世紀のスペイン軍の規模拡大が、地域の反乱に対する中央政府の弱体化とスペイン経済の崩壊とにどう影響したかを指摘している。一方、サイモン・アダムスは17世紀前半にそのような規模拡大があったかどうか疑問だとしている。
規模拡大がはっきりしているのは、17世紀後半、諸国が三十年戦争が終わるまで続いていた傭兵的な仕組みへの依存を離れ、政府が直接に軍隊を徴募して武装させるようになってからである。
この時期を通していくつかの国で組織化された地方的な、そして地域的な軍制は、国の軍隊の基盤となる人的資源の拡大に貢献した。にもかかわらず、依然として外国人傭兵もヨーロッパ諸国の軍隊においてかなりの割合を占めていた。

### 野戦軍の規模
これは歴史を通して、主に兵糧（食糧）の供給という兵站上の制約によるものである。17世紀半ばまでは、基本的に軍隊は土地に縛られていた。補給線というものはなかった。軍隊とは補給源に向かって移動し、その動きは多くの場合、補給事情によって決定された。交通が良好な一部の地域では、長期間にわたって大規模な軍隊を支えることができたが、これらの十分な補給のある地域から移動すると、依然として食糧確保のために分散する必要があった。ほとんどの時代、野戦軍の最大規模は5万人未満である。この数字に関する兵力の報告は常に信頼できない叙述史料からのものであり、懐疑的に見なければならない。
17世紀の後半で事情は大きく変わった。陸軍は補給線で結ばれた補給拠点のネットワークを通じて補給され始め、それにより野戦軍のサイズが大幅に増加した。18世紀から19世紀初頭にかけて、鉄道が登場する前に、陸軍の規模は10万人を超えていた。

## 結論
テクノロジーに基づいて軍事革命が起きたとする理論は、新しい理論モデル、組織や指揮統制や兵站やその他の非物質的要素はよりゆっくりと進化した（テクノロジーの果たした役割はそこまで過大ではない）とするモデルに道を譲った。これらの変化が持っていた革命的な性質は、長い進化の果てに、ヨーロッパが卓越した戦争能力を手にしたことで初めて目に見えるようになった。産業革命によってそれは確認された。
一部の歴史家は、近世初期の軍事革命の存在に異議を唱え始め、別の説明を提案している。理論の最も過激な修正主義者の見解は、それが近世の軍事開発と西側の覇権の台頭を説明できないと考えている。修正主義の歴史家の新しい波は、軍事革命の考えを完全に拒否し、中世後期から近世の時代にかけてのヨーロッパの戦争の戦術的、作戦的、技術的側面の漸進的かつ不均一な変化の綿密な分析に基づいている。ヨーロッパのみならず、非西欧諸国、すなわち日本、韓国、ムガール帝国、およびオスマン帝国などでの軍事史の分析もこの考えに寄与している 。